# Lophocalyx suluana
Lophocalyx suluana är en svampdjursart som beskrevs av Isao Ijima 1927. Lophocalyx suluana ingår i släktet Lophocalyx och familjen Rossellidae.
Artens utbredningsområde är havet kring Filippinerna. Inga underarter finns listade i Catalogue of Life.